# Albshausen (Guxhagen)
Albshausen ist ein Ortsteil der Gemeinde Guxhagen im nordhessischen Schwalm-Eder-Kreis.

## Geographische Lage
Albshausen liegt auf dem Südwesthang der Söhre, auf der sich Teile des Geo-Naturparks Frau-Holle-Land (Werratal.Meißner.Kaufunger Wald) erstrecken. Nachbarortschaften sind Wollrode im Norden, Wattenbach im Nordosten, Eiterhagen im Ostsüdosten, Empfershausen im Südosten, Körle im Süden, Wagenfurth jenseits der nahen Fulda im Südsüdwesten, Grebenau jenseits der Fulda im Westen und Guxhagen im Westnordwesten.

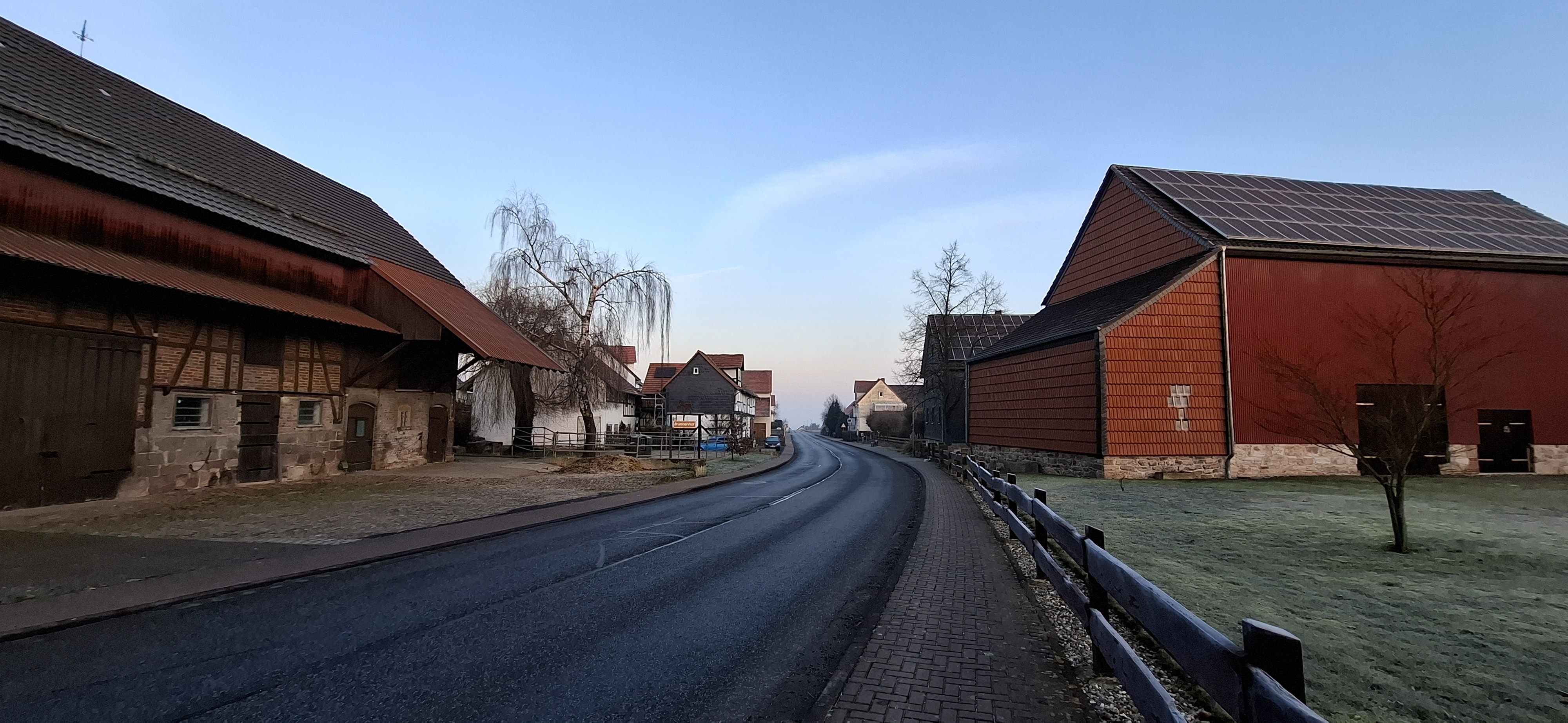
Das Oberdorf
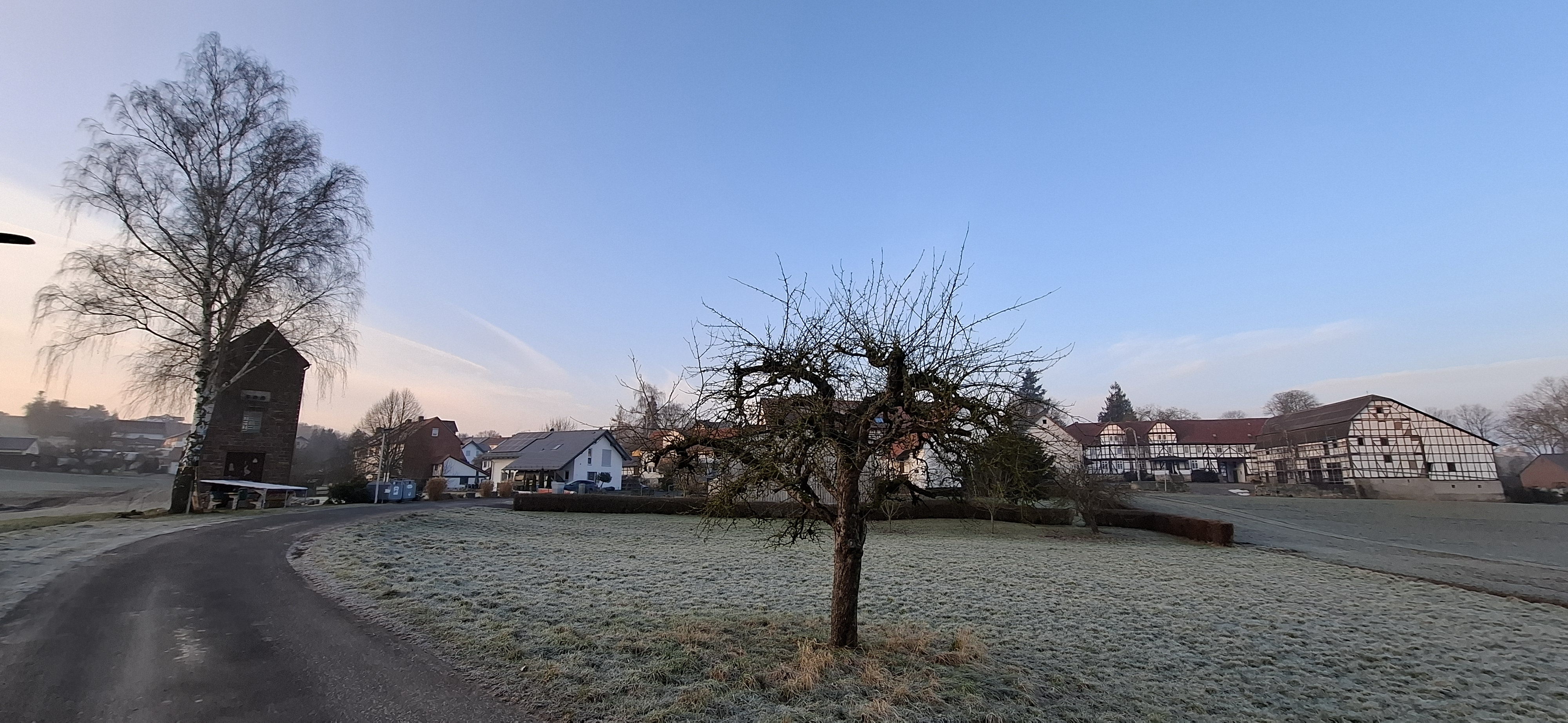
Das Unterdorf

Der Ortsteil gliedert sich in das Oberdorf und das Unterdorf. Dazwischen liegt der Friedhof mit der Kapelle. 

## Geschichte

### Ortsgeschichte
Die älteste bekannte Erwähnung von Albshausen erfolgte im Jahr 1132 unter dem Namen „Alboldeshusen“ in einer Urkunde des Klosters Hasungen. In der Folge wurde der Ort in erhaltenen Urkunden unter folgenden Namen erwähnt (in Klammern das Jahr der Erwähnung bzw. die Quelle): Alvoldeshusen (1074, Fälschung), Alboldeshusen (1123), Albeshusen (1463), Almeshausen (1592, Mercators Karte) und Albershausen (um 1620).
Zum 1. Februar 1971 wurde die bis dahin selbständige Gemeinde Albshausen im Zuge der Gebietsreform in Hessen auf freiwilliger Basis als Ortsteil der Gemeinde Guxhagen eingegliedert. Für Albshausen wurde ein Ortsbezirk mit Ortsbeirat und Ortsvorsteher nach der Hessischen Gemeindeordnung gebildet.

### Verwaltungsgeschichte im Überblick
Die folgende Liste zeigt die Staaten und Verwaltungseinheiten, in denen Albshausen lag:
- vor 1567: Heiliges Römisches Reich, Landgrafschaft Hessen, Amt Melsungen
- ab 1567: Heiliges Römisches Reich, Landgrafschaft Hessen-Kassel, Amt Melsungen
- 1787: Heiliges Römisches Reich, Landgrafschaft Hessen-Kassel, Amt Melsungen
- ab 1806: Landgrafschaft Hessen-Kassel, Amt Melsungen
- 1807–1813: Königreich Westphalen, Departement der Fulda, Distrikt Kassel, Kanton Körle
- ab 1815: Kurfürstentum Hessen, Amt Melsungen[7]
- ab 1821: Kurfürstentum Hessen, Provinz Niederhessen, Kreis Melsungen[8]
- ab 1848: Kurfürstentum Hessen, Bezirk Hersfeld
- ab 1851: Kurfürstentum Hessen, Provinz Niederhessen, Kreis Melsungen
- ab 1867: Norddeutscher Bund, Königreich Preußen, Provinz Hessen-Nassau, Regierungsbezirk Kassel, Kreis Melsungen
- ab 1871: Deutsches Reich,  Königreich Preußen, Provinz Hessen-Nassau, Regierungsbezirk Kassel, Kreis Melsungen
- ab 1918: Deutsches Reich, Freistaat Preußen, Provinz Hessen-Nassau, Regierungsbezirk Kassel, Kreis Melsungen
- ab 1944: Deutsches Reich, Freistaat Preußen, Provinz Kurhessen, Landkreis Melsungen
- ab 1945: Amerikanische Besatzungszone, Groß-Hessen, Regierungsbezirk Kassel, Landkreis Melsungen
- ab 1946: Amerikanische Besatzungszone, Hessen, Regierungsbezirk Kassel, Landkreis Melsungen
- ab 1949: Bundesrepublik Deutschland, Hessen, Regierungsbezirk Kassel, Landkreis Melsungen
- ab 1972: Bundesrepublik Deutschland, Hessen, Regierungsbezirk Kassel, Schwalm-Eder-Kreis

## Bevölkerung

### Einwohnerstruktur 2011
Nach den Erhebungen des Zensus 2011 lebten am Stichtag dem 9. Mai 2011 in Albshausen 393 Einwohner. Darunter waren 6 (1,5 %) Ausländer.
Nach dem Lebensalter waren 81 Einwohner unter 18 Jahren, 162 zwischen 18 und 49, 75 zwischen 50 und 64 und 75 Einwohner waren älter. Die Einwohner lebten in 156 Haushalten. Davon waren 33 Singlehaushalte, 48 Paare ohne Kinder und 60 Paare mit Kindern, sowie 9 Alleinerziehende und keine Wohngemeinschaften. In 36 Haushalten lebten ausschließlich Senioren und in 102 Haushaltungen lebten keine Senioren.

### Einwohnerentwicklung
- 1585: 14 Haushaltungen[1]
- 1747: 13 Haushaltungen[1]

| Albshausen: Einwohnerzahlen von 1834 bis 2018 | Albshausen: Einwohnerzahlen von 1834 bis 2018 | Albshausen: Einwohnerzahlen von 1834 bis 2018 | Albshausen: Einwohnerzahlen von 1834 bis 2018 | Albshausen: Einwohnerzahlen von 1834 bis 2018 |
| --- | --------------------------------------------- | --------------------------------------------- | --------------------------------------------- | --------------------------------------------- |
| Jahr |                                               |                                               |                                               | Einwohner                                     |
| 1834 | 1834                                          |                                               | 266                                           | 266                                           |
| 1840 | 1840                                          |                                               | 257                                           | 257                                           |
| 1846 | 1846                                          |                                               | 291                                           | 291                                           |
| 1852 | 1852                                          |                                               | 253                                           | 253                                           |
| 1858 | 1858                                          |                                               | 251                                           | 251                                           |
| 1864 | 1864                                          |                                               | 268                                           | 268                                           |
| 1871 | 1871                                          |                                               | 249                                           | 249                                           |
| 1875 | 1875                                          |                                               | 245                                           | 245                                           |
| 1885 | 1885                                          |                                               | 243                                           | 243                                           |
| 1895 | 1895                                          |                                               | 269                                           | 269                                           |
| 1905 | 1905                                          |                                               | 223                                           | 223                                           |
| 1910 | 1910                                          |                                               | 221                                           | 221                                           |
| 1925 | 1925                                          |                                               | 279                                           | 279                                           |
| 1939 | 1939                                          |                                               | 264                                           | 264                                           |
| 1946 | 1946                                          |                                               | 452                                           | 452                                           |
| 1950 | 1950                                          |                                               | 423                                           | 423                                           |
| 1956 | 1956                                          |                                               | 361                                           | 361                                           |
| 1961 | 1961                                          |                                               | 305                                           | 305                                           |
| 1967 | 1967                                          |                                               | 281                                           | 281                                           |
| 1980 | 1980                                          |                                               | ?                                             | ?                                             |
| 1990 | 1990                                          |                                               | ?                                             | ?                                             |
| 1996 | 1996                                          |                                               | 338                                           | 338                                           |
| 2002 | 2002                                          |                                               | 390                                           | 390                                           |
| 2006 | 2006                                          |                                               | 380                                           | 380                                           |
| 2010 | 2010                                          |                                               | 402                                           | 402                                           |
| 2011 | 2011                                          |                                               | 393                                           | 393                                           |
| 2018 | 2018                                          |                                               | 375                                           | 375                                           |
| Datenquelle: Historisches Gemeindeverzeichnis für Hessen: Die Bevölkerung der Gemeinden 1834 bis 1967. Wiesbaden: Hessisches Statistisches Landesamt, 1968. Weitere Quellen: ; Stadt Spangenberg:; Zensus 2011 |                                               |                                               |                                               |                                               |

### Historische Religionszugehörigkeit
Quelle: Historisches Ortslexikon
| • 1885: | 143 evangelische (= 100 %) Einwohner                               |
| • 1961: | 269 evangelische (= 88,20 %), 32 katholische (= 10,49 %) Einwohner |

## Verkehr
Nördlich von Albshausen zweigt von der Landesstraße 3460 (früher Bundesstraße 83; Dörnhagen–Albshausen–Wollrode) die durch das Dorf in Richtung Süden nach Körle führende Kreisstraße 158 (auch ehemalige B 83) ab. Etwas südwestlich vorbei an der Ortschaft verläuft der Kehrenbergtunnel der Schnellfahrstrecke Hannover–Würzburg.